# Ectemnoplax
Ectemnoplax är ett släkte av steklar. Ectemnoplax ingår i familjen bracksteklar.
Kladogram enligt Catalogue of Life:
| Ectemnoplax | \| \| Ectemnoplax ceylonica \| \| \| \| \| \| Ectemnoplax peruliventris \| \| \| \| |
|             | \| \| Ectemnoplax ceylonica \| \| \| \| \| \| Ectemnoplax peruliventris \| \| \| \| |
|             | Ectemnoplax ceylonica                                                               |
|             |                                                                                     |
|             | Ectemnoplax peruliventris                                                           |
|             |                                                                                     |